# Thelypteris loreae
Thelypteris loreae är en kärrbräkenväxtart som beskrevs av Alan Reid Smith. Thelypteris loreae ingår i släktet Thelypteris och familjen Thelypteridaceae. Inga underarter finns listade.